# Épisodes de The Whispers
Cet article présente le guide des épisodes de la série télévisée américaine The Whispers.

## Généralités
- Aux États-Unis, la série a été diffusée du 1er juin 2015 au 31 août 2015 sur le réseau ABC.

## Distribution

### Acteurs principaux
- Lily Rabe (VF : Hélène Bizot) : Claire Bennigan
- Barry Sloane : Wes Lawrence
- Milo Ventimiglia : Sean Bennigan
- Derek Webster : Jessup Rollins
- Kristen Connolly (VF : Sybille Tureau) : Lena Lawrence, femme de Wes
- Kylie Rogers : Minx Lawrence
- Kyle Harrison Breitkopf : Henry Bennigan
- Catalina Denis (VF : Anne Tilloy) : Dr Maria Benavidez

### Acteurs récurrents
- Catalina Denis : Dr Maria Benavidez
- Abby Ryder Fortson : Harper Weil
- Autumn Reeser (VF : Fily Keita) : Amanda Weil
- Jamison Jones : Harrison Weil
- Alan Ruck (VF : Laurent Morteau) : Alex Myers, directeur exécutif du FBI
- Dee Wallace (VF : Sylvie Genty) : Willie Starling, mère de Claire
- David Andrews : Secretary of Defense Frommer
- Kayden Magnuson : Cassandra Winters
- Martin Cummins (VF : Maurice Decoster) : Président Winters
- Olivia Dewhurst : Kelly

## Épisodes

### Épisode 1:Un ami qui vous veut du mal
- États-Unis : 1er juin 2015 sur ABC[1]
- Belgique : 31 janvier 2016 sur RTL-TVI[2]
- France : 9 février 2016 sur 6ter[3]
- Suisse : 6 août 2016 sur RTS Un[4]

- États-Unis : 5,66 millions de téléspectateurs[5] (première diffusion)

- Abby Ryder Fortson (Harper Weil)
- Melinda Page Hamilton (Mme Bellings)
- Ki Hong Lee (Peter Kim)
- Autumn Reeser (Amanda Weil)
- Alan Ruck (Alex)
- Dee Wallace (La mère de Claire)
- Darien Sills-Evans (General Ousmane Damba)
- Adetokumboh M'Cormack (Dr Karif)
- Matt McCoy (Graham Pillstein)
- Chervine Namani (Dr Winston)
- Gracie Prewitt (Caroline Winters)

### Épisode 2:Jeux de vilains
- États-Unis : 8 juin 2015 sur ABC
- Belgique : 31 janvier 2016 sur RTL-TVI
- France : 9 février 2016 sur 6ter
- Suisse : 6 août 2016 sur RTS Un

- États-Unis : 4,24 millions de téléspectateurs[6] (première diffusion)

- Abby Ryder Fortson (Harper Weil)
- Autumn Reeser (Amanda Weil)
- Dee Wallace (Willie Starling)
- David Andrews (Secretary Frommer)
- Jamison Jones (Harrison Weil)
- Alan Ruck (Executive Director Alex Myers)
- Emma Tremblay (Tania)
- Paul Jarrett (Justus)

### Épisode 3:Déjà vu
- États-Unis : 15 juin 2015 sur ABC
- Belgique : 31 janvier 2016 sur RTL-TVI
- France : 16 février 2016 sur 6ter
- Suisse : 6 août 2016 sur RTS Un

- États-Unis : 3,9 millions de téléspectateurs[7] (première diffusion)

- Abby Ryder Fortson (Harper Weil)
- Autumn Reeser (Amanda Weil)
- Dee Wallace (Willie Starling)
- Jamison Jones (Harrison Weil)
- Alan Ruck (Executive Director Alex Myers)
- Catherine Lough Haggquist (Renee)
- Adrian Hough (Dr Rosen)

### Épisode 4:X: le repère
- États-Unis : 22 juin 2015 sur ABC
- Belgique : 7 février 2016 sur RTL-TVI
- France : 16 février 2016 sur 6ter
- Suisse : 7 août 2016 sur RTS Un

- États-Unis : 3,87 millions de téléspectateurs[8] (première diffusion)

- Dee Wallace (Willie Starling)
- Paul McGillion (Paul Wheeler)
- Steve Bacic (Reid)

### Épisode 5:En profondeur
- États-Unis : 29 juin 2015 sur ABC
- Belgique : 7 février 2016 sur RTL-TVI
- France : 23 février 2016 sur 6ter
- Suisse : 13 août 2016 sur RTS Un

- États-Unis : 3,36 millions de téléspectateurs[9] (première diffusion)

- David Andrews (Secrétaire de la défense)
- Terrell Ransom Jr. (Ethan)
- Alison Araya (Callie)
- Catherine Lough Haggquist (Renee)
- Johannah Newmarch (Dr Kest)
- Matthew Mandzij (Ministre Tangara)

### Épisode 6:Nourritures terrestres
- États-Unis : 6 juillet 2015 sur ABC
- Belgique : 14 février 2016 sur RTL-TVI
- France : 23 février 2016 sur 6ter
- Suisse : 13 août 2016 sur RTS Un

- États-Unis : 3,36 millions de téléspectateurs[10] (première diffusion)

- David Andrews (Secrétaire de la défense)
- Terrell Ransom Jr. (Ethan)
- Catherine Lough Haggquist (Renee)
- Abby Ryder Fortson (Harper Weil)
- Gwynyth Walsh (Dr Tully)
- Alan Ruck (Directeur executif Alex Myers)
- Ona Grauer (Meg)
- Arien Boey (Lucas)
- Loretta Walsh (Mère de Lucas)
- Ken Tremblett (Père de Lucas)
- Jessie Fraser (Mère de Kelly)

### Épisode 7:La Solution finale
- États-Unis : 13 juillet 2015 sur ABC
- Belgique : 14 février 2016 sur RTL-TVI
- France : 1er mars 2016 sur 6ter
- Suisse : 13 août 2016 sur RTS Un

- États-Unis : 3,55 millions de téléspectateurs[11] (première diffusion)

- David Andrews (Secrétaire à la défense Frommer)
- Martin Cummins (President Winters)
- Gwynyth Walsh (Dr Tully)
- Paul Jarrett (Justus)
- Kirsten Robek (Première Dame)

### Épisode 8:Mission impossible
- États-Unis : 20 juillet 2015 sur ABC
- Belgique : 21 février 2016 sur RTL-TVI
- France : 1er mars 2016 sur 6ter
- Suisse : 14 août 2016 sur RTS Un

- États-Unis : 3,28 millions de téléspectateurs[12] (première diffusion)

- John Billingsley (Ron Harcourt)
- David Andrews (Secrétaire à la défense Frommer)
- Jay Paulson (Thomas Harcourt)
- Alison Araya (Callie)
- Callum Seagram Airlie (Jeune Thomas)
- Graem Beddoes (Young Ron Harcourt)
- Logan Williams (Young Eliot)

### Épisode 9:Le dibbouk
- États-Unis : 3 août 2015 sur ABC
- Belgique : 21 février 2016 sur RTL-TVI
- France : 1er mars 2016 sur 6ter
- Suisse : 20 août 2016 sur RTS Un

- États-Unis : 2,77 millions de téléspectateurs[13] (première diffusion)

- David Andrews (Secrétaire à la défense Frommer)
- Jay Brazeau (Rabbin Ezra)
- Martin Cummins (Président Winters)
- Jay Paulson (Thomas Harcourt)
- Callum Seagram Airlie (Young Thomas)
- Graem Beddoes (Young Ron Hacourt)
- Spencer Drever (Michael)
- Ava Telek (Tina)
- Logan Williams (Eliot Jeune)

### Épisode 10:Blackout
- États-Unis : 10 août 2015 sur ABC
- Belgique : 28 février 2016 sur RTL-TVI
- France : 8 mars 2016 sur 6ter
- Suisse : 20 août 2016 sur RTS Un

- États-Unis : 2,68 millions de téléspectateurs[14] (première diffusion)

- David Andrews (Secrétaire à la défense Frommer)
- Martin Cummins (President Winters)
- Tom Butler (Goetz)
- Darien Provost (Nicholas Brewster)
- Jeremy Guilbaut (Mr Brewster)
- Sarah Edmondson (Mrs Brewster)

### Épisode 11:Orion
- États-Unis : 17 août 2015 sur ABC
- Belgique : 28 février 2016 sur RTL-TVI
- France : 8 mars 2016 sur 6ter
- Suisse : 20 août 2016 sur RTS Un

- États-Unis : 2,51 millions de téléspectateurs[15] (première diffusion)

- David Andrews (Secrétaire à la défense Frommer)
- Martin Cummins (President Winters)
- Tom Butler (Goetz)
- Darien Provost (Nicholas Brewster)
- Kirsten Robek (Première Dame)
- Ona Grauer (Meg)
- Arien Boey (Lucas)
- Ken Tremblett (Père de Lucas)
- Jessie Fraser (Kelly's Mom)
- Jeremy Guilbaut (Mr Brewster)
- Veena Sood (Margaret Cohen-Rogers)
- Sharon Taylor (Silas' Mom)
- Victoria Bidewell (Mère de Kade)
- Emily Delahunty (Jasmine)
- Donna Yamamoto (Mère de Jasmine)
- Teo Briones (Silas)

### Épisode 12:Brille, petite étoile
- États-Unis : 24 août 2015 sur ABC
- Belgique : 6 mars 2016 sur RTL-TVI
- France : 15 mars 2016 sur 6ter
- Suisse : 20 août 2016 sur RTS Un

- États-Unis : 2,68 millions de téléspectateurs[16] (première diffusion)

- David Andrews (Secrétaire à la défense Frommer)
- Martin Cummins (Président Winters)
- Tom Butler (Goetz)
- Teo Briones (Silas)
- Kirsten Robek (Première dame)

### Épisode 13:Game Over
- États-Unis : 31 août 2015 sur ABC
- Belgique : 6 mars 2016 sur RTL-TVI
- France : 15 mars 2016 sur 6ter
- Suisse : 21 août 2016 sur RTS Un

- États-Unis : 2,75 millions de téléspectateurs[17] (première diffusion)

- David Andrews (Secrétaire à la défense Frommer)
- John Billingsley (Ron Hacourt)
- Martin Cummins (Président Winters)
- Darien Provost (Nicholas Brewster)
- Crystal Balint (Tamara)
- Ona Grauer (Meg)